# Königliches Kammergericht
Das Königliche Kammergericht war der Vorläufer des Reichskammergerichtes.
Mit dem Mainzer Landfrieden von 1235, einem von Kaiser Friedrich II. erlassenen Reichsgesetz, wurde zunächst das Königliche Hofgericht geschaffen. In der Folge wurden allmählich in allen Territorien Hofgerichtsräte eingesetzt. Das Hofgericht konnte die Reichsacht verhängen. Außerdem war es als höchste gerichtliche Instanz zuständig für Streitfälle zwischen Fürsten, für alle Streitfälle betreffend Reichsgut und Reichsrechte und für Berufungen gegen bereits gefällte Urteile. Das Hofgericht hatte keinen festen Amtssitz, sondern tagte dort, wo der Kaiser oder sein Vertreter, der Reichshofrichter, sich aufhielt.
Nach der letzten Sitzung des königlichen Hofgerichtes wurde dessen Funktion vom königlichen Kammergericht übernommen, das zunächst unter dem Vorsitz des Kaisers tagte. Am Reichstag zu Worms 1495 löste das Reichskammergericht das königliche Kammergericht ab.
Diese für das ganze Reich zuständigen Gerichte werden häufig verkürzt auch als „Reichsgericht“ bezeichnet, auch wenn formal diesen Namen erst das nach der Reichsgründung 1871 gegründete Reichsgericht in Leipzig trug.